# VIII. Fliegerkorps
VIII. Fliegerkorps var en tysk flygkår under andra världskriget.

## Storbritannien

### Organisation
- Sturzkampfgeschwader 1 Angers, (Major Hagen)
  - I Gruppe, Junkers Ju 87, Angers, Major P. Hozzel
  - II Gruppe, Junkers Ju 87, Angers, Hptm. H. Mahlke
- Sturzkampfgeschwader 2 Saint-Malo, (Major Oskar Dinort)
  - I Gruppe, Junkers Ju 87, St. Malo, Hptm. H. Hitschold
  - II Gruppe, Junkers Ju 87, Lannion, Major W. Enneccerus
- Sturzkampfgeschwader 77 Caen, (Major Graf von Schönborn)
  - I Gruppe, Junkers Ju 87,	Caen, Hptm. von D. zu Lichtenfels
  - II Gruppe, Junkers Ju 87, Caen, Hptm. W. Plewig
  - III Gruppe, Junkers Ju 87, Caen, Major H. Bode
- Lehrgeschwader 1 Caen, (Oberstleutnant Bülowius)
  - V. Gruppe, Messerschmitt Bf 110, Caen, Hptm. Horst Liensberger
- Aufklärungsgruppe 11 (Fjärrspaning)
  - 2. Staffel, Dornier Do 17,  Messerschmitt Bf 110, Bernay
- Aufklärungsgruppe 123 (Fjärrspaning)
  - 2. Staffel, Dornier Do 17,Junkers Ju 88, Paris

## Balkan

### Organisation
Flygkårens organisation i april 1941:
- Sturzkampfgeschwader 2
- Sturzkampfgeschwader 1
- II. / Lehrgeschwader 2
- 7. / Lehrgeschwader 2
- Kampfgeschwader 2
- I. / Lehrgeschwader 1
- II. / Kampfgeschwader 26
- Jagdgeschwader 27
- Jagdgeschwader 77
- Zerstörergeschwader 26
- Zerstörergeschwader 76

## Sovjetunionen

### Organisation
Flygkårens organisation i juni 1941:
- 2.(F)/Aufklärungsgruppe 11
- Kampfgeschwader 2
- Sturzkampfgeschwader 1
- Sturzkampfgeschwader 2
- Zerstörergeschwader 26
- Jagdgeschwader 27

## Befälhavare
Flygkårens befälhavare:
- General Wolfram von Richthofen   (1 sep 1939 - 30 juni 1942)
- Generalleutnant Martin Fiebig   (30 juni 1942 - 21 maj 1942)
- Generalleutnant Hans Seidemann   (21 maj 1942 - 25 jan 1945)
- General der Flieger Hans Seidemann   (2 feb 1945 - 28 apr 1945)